# Silt (Colorado)
Silt é uma cidade  localizada no estado americano de Colorado, no Condado de Garfield.

## Demografia
Segundo o censo americano de 2000, a sua população era de 1740 habitantes.
Em 2006, foi estimada uma população de 2408, um aumento de 668 (38.4%).

## Geografia
De acordo com o United States Census Bureau tem uma área de
7,3 km², dos quais 7,3 km² cobertos por terra e 0,0 km² cobertos por água. Silt localiza-se a aproximadamente 1642 m acima do nível do mar.

## Localidades na vizinhança
O diagrama seguinte representa as localidades num raio de 40 km ao redor de Silt.